# Luis Pascual
Luis Pascual Tàrrega (Puzol, Valencia, España, 14 de julio de 1968) es un exfutbolista español que se desempeñaba como guardameta.

## Clubes
| Club             | País   | Año       |
| ---------------- | ------ | --------- |
| Villarreal C. F. | España | 1992-1999 |